# Clarice Carson
Clarice Carson (geb. Clarice Katz; * 23. Dezember 1929 in Montreal; † 2. Mai 2015 in Toronto) war eine kanadische Opernsängerin (Sopran).
Carson studierte in ihrer Heimatstadt bei Pauline Donalda und Jacqueline Richard und in New York bei Julia Drobner. Ihren ersten öffentlichen Auftritt hatte sie bei einem Konzert von Sarah Fischer 1956 in  Montreal. Ihr Operndebüt hatte sie mit Pauline Donaldas Opera Guild of Montreal als Dame der Lady Macbeth in Verdis Macbeth. Mit der Opera Guild stand sie auch als Micaëla  in Bizets Carmen (1960) und Siébel in Gounods Faust (1963) auf der Bühne.
Ihren ersten großen Vertrag schloss sie für die Saison 1965–66 mit der New York City Opera ab, wo sie als Gräfin Almaviva in Le nozze di Figaro debütierte. Nach einer Tournee mit der Metropolitan Opera National Company war sie von 1967 bis 1970 an der Metropolitan Opera engagiert. Erfolge hatte sie dort als Pamina in Mozarts Die Zauberflöte und als Musetta in Puccinis La Bohème.
Mehrere Hauptrollen sang sie in den Folgejahren an der Opéra du Québec, so die Titelrolle in Suor Angelica und die Giorgietta in Il tabarro von Puccini (1971), die Desdemona in Otello von Verdi (1973), die Donna Anna in Mozarts Don Giovanni, die Cio-Cio San in Piccinis Madama Butterfly und Alice Ford in Verdis Falstaff (1974). In New York trat sie in konzertanten Aufführungen der Opern Les Troyens von Hector Berlioz (1972) und Palestrina von Hans Pfitzner (1973) auf.
Im Fernsehen der CBC trat Carson 1970 in der Titelrolle der Tosca mit Louis Quilico auf, die gleiche Rolle sang sie auch 1972 für die Canadian Opera Company. An der Metropolitan Opera sang sie in der Saison 1975–76 die Fiodiligi in Così fan tutte. Zu ihrem Repertoire zählten auch Rollen wie Constanze in Die Entführung aus dem Serail, die Elsa in Lohengrin, die Maddalena in Andrea Chénier und die Titelrollen in Aida, Salome und Turandot.
Carson gastierte in zahlreichen Opernhäusern der USA (Chicago, Pittsburgh, Cincinnati, Houston, San Francisco), Kanadas (Montréal, Toronto, Vancouver, Québec City, Edmonton, Stratford) und Europas (Mailand, Barcelona, Glasgow, Amsterdam, Rouen, Nizza). Sie trat mit Sängern wie Luciano Pavarotti, Placido Domingo und Léopold Simoneau und unter Dirigenten wie Zubin Mehta, Eugene Ormandy, James Levine und Richard Bonynge auf. 1998 wurde sie in die Canadian Opera Hall of Fame aufgenommen, und als erster kanadischer Sängerin widmete ihr 2013 das National Opera America Center in New York eine Gedenkplakette. Nach ihrem Rückzug von der Bühne 1986 war sie im Vorstand des International Resource Centre for Performing Artists (IRCPA) aktiv. Carson war in erster Ehe mit Bill Ornstein verheiratet, mit dem sie zwei Kinder hatte, in zweiter Ehe mit dem griechisch-amerikanischen Tenor Philon Ktsanes.